# Петроградская конференция
Петроградская конференция — многосторонние международные переговоры союзников по Антанте в начале 1917 года в Петрограде (Российская империя), в которой участвовали делегации России, Великобритании, Франции и Италии.
Иностранные участники конференции прибыли в Петроград из Романова-на-Мурмане 16 (29) января 1917 года; 18 января были приняты, представляемые своими послами, императором Николаем II в Александровском дворце в Царском Селе.
Официальная работа конференции проходила с 19 января до 8 февраля (1 февраля — 21 февраля).
С российской стороны в работе конференции участвовали министр иностранных дел Николай Покровский, военный министр Михаил Беляев, министр финансов Пётр Барк, великий князь Сергей Михайлович (представлял Ставку Верховного главнокомандующего), морской министр Иван Григорович, исполняющий обязанности начальника штаба Ставки Верховного главнокомандующего Василий Гурко, бывший министр иностранных дел Сергей Сазонов (недавно назначенный послом в Лондон).
Британская делегация возглавлялась членом «Военного кабинета» лордом А. Милнером (Alfred Milner, 1st Viscount Milner); кроме того, в неё входили Генри Вильсон, банкир  лорд Ревелсток (Barings Bank) (John Baring, 2nd Lord Revelstoke) и другие. Французскую делегацию возглавил бывший председатель совета министров, министр колоний Гастон Думерг.
Официальная повестка дня включала обсуждение координации планов союзных держав на военную кампанию 1917 года, материально-техническое снабжение России, вопросы урегулирования российской задолженности (в предварительном порядке); члены делегаций также посетили фронт, имели встречи с политиками различных партий.
«На заседании у Министра иностранных дел 8 января 1917 года было «постановлено, что союзная Конференция откроется пленарным совещанием.
После пленарного совещания имеют быть образованы три секции:
a/.  Военно–политическая – в составе: Министра Иностранных Дел, генерала Гурко, представителя французского правительства г–на Думерга и генерала Кастельно, представителя английского правительства лорда Мильнера и генерала Вильсона, представителя итальянского Правительства сенатора Шалойя и генерала Руджери–Ладерки.
b/. По вопросам снабжения.
c/. Финансовые
Именно военно-политическая составляющая переговоров рассматривалась российским руководством как ключевая. Тема зарубежных поставок вооружений и других предметов снабжения, а также связанные с этим финансовые вопросы носили второстепенный характер. Россия, безусловно, была заинтересована в масштабном импорте для нужд фронта, однако это не свидетельствовало о неспособности нашей армии продолжать войну до победы без осуществления столь крупных закупок, как это ошибочно восприняли во Франции. Российский военный атташе Игнатьев сообщил в телеграмме, что «Французы усматривают в наших требованиях, в лучшем случае, малообоснованный запрос, при котором вся оказанная до сих пор помощь Франции как бы сводится к нулю, а в худшем случае они усматривают стремление некоторых наших государственных людей доказать союзникам невозможность для нас при подобных условиях продолжать борьбу» Однако военный министр Беляев, отвечая Игнатьеву, резко опроверг данные интерпретации:
«Поручаю Вам самым категорическим образом возражать против сообщаемых в Вашей телеграмме предположений о причинах заявлений наших на конференции о потребностях армии в предметах вооружения и снабжений. Передайте от меня г. Альберту Тома, что, стремясь всемерно развить успех на восточном фронте, мы разработали программу усиления наших вооруженных сил и сообщили на конференции о той материальной части, для новых формирований, которую не можем получить на наших заводах. Если союзные страны не в состоянии уступить нам недостающее вооружение, мы сократим число новых формирований…» Обратите внимание на формулировку Беляева: если союзники не смогут удовлетворить наши требования, то мы «сократим число новых формирований», то есть не прекратим создавать новые формирования, а лишь сократим количество новых формирований.
Английский посол в России Д. Бьюккенен записал в своём дневнике :«19 января 1917 года в своей речи на открытии Союзнической конференции в Петрограде генерал Гурко сообщил:
Россия мобилизовала 14 млн. человек;
потеряла 2 млн. убитыми и ранеными и столько же пленными;
в настоящий момент имеет 7,5 млн. под ружьем и 2,5 млн. человек – в резерве.
Он не выразил никакой надежды на то, что русская армия сможет предпринять крупномасштабное наступление до тех пор, пока не завершится готовящееся формирование новых подразделений и пока они не будут обучены и снабжены необходимым оружием и боеприпасами. А до тех пор все, что она может сделать, – это сдерживать врага с помощью операций второстепенного значения».
Негласной целью иностранных делегатов была разведка внутриполитической обстановки в России в условиях нарастания революционных настроений во всех слоях общества, включая генералитет и придворные круги. Обсудили вопрос о сроке начала общих операций. Генерал Гурко заявил, что русские армии могут начать крупные операции к 1 мая. Французы выразили недовольство. Они настаивали, чтобы наступление русской армии началось «как можно скорее и с максимальными средствами», и не позднее 15 марта. После долгих споров участники совещания согласились начать наступление на всех фронтах между 1 апреля и 1 мая, последняя дата считалась предельной.В постановлении конференции говорилось: «Кампания 1917 г. должна вестись с наивысшим напряжением и с применением всех наличных средств, чтобы создать такое положение, при котором решающий успех союзников был бы вне всякого сомнения».
Также на конференции обсуждались вопросы, связанные с оказанием России помощи оружием и военными материалами. Русская Ставка просила союзников удовлетворить потребности нашей армии в боевом снабжении.
21 января в Александровском дворце состоялся Высочайший обед в честь делегации.
27 января 1917 года часть делегатов прибыла из Петрограда в Москву; на «блестящем обеде» в ресторане «Прага» 27 января Думерг в своей речи сказал, в частности: 

«<…> С тех пор, как мы приехали в Россию, каждый день, каждый час в нас всё более укрепляется вера в то, что воля русского народа довести войну до победного конца останется непоколобленной <…> Здесь в Москве, эта вера чувствуется ещё крепче. <…> Необходимо, чтобы исторические несправедливости были исправлены, необходимо, чтобы великая Россия, которая, казалось, уже забыла о своей великой мечте — о свободном выходе к морю, получила его. Необходимо, чтобы турки были изгнаны из Европы, а Константинополь стал бы русским Царьградом. <…> Мы очень близки к цели. <…> наша конференция показала, что мы теперь объединены, как никогда раньше.»— (перевод с французского по статье в газете «Правительственный Вѣстникъ»).
«Изучая документы, подготовленные к Петроградской конференции, видно, что и в этом случае речь шла о послевоенном разделе территорий противника. Так например, в одной из аналитических записок отмечается, что
«С военно–политической точки зрения наиболее важным для нас является рассмотрение вопросов, связанных с Балканским фронтом...
По отношению к Европейской Турции на первом плане стоит основная задача – осуществить наше соглашение с союзниками 1915 года относительно приобретения Константинополя и Проливов. В этом для России заключается все оправдание войны и весь смысл балкано–македонской кампании. От успеха этой последней зависит достижение вышеуказанной главной цели.
Касательно территорий, входящих в Австро-Венгрию, «генерал Гурко придает большое значение более определенному разрешению вопроса о создании нового Чешского государства. Нам следует точно установить, какого рода государство мы стремимся создать из чешских земель. Нами уже глубоко затронута судьба  чешского народа, а посему всякие колебания не доступны. По мнению генерала Гурко создание молодой Чешской монархии являлось бы для нас более выгодным разрешением вопроса чем создание Чехии–республики».
Таким образом, после победы могущество России должно было резко возрасти сразу в нескольких геополитических аспектах.»